# Mitsuko Masui
Mitsuko Masui (japanisch 増井 光子 Masui Mitsuko; geboren 27. Januar 1937 in Ōsaka, Präfektur Ōsaka; gestorben 12. Juli 2010 in Cambridge) war eine japanische Tierärztin und Distanzreiterin. Mitsuko Masui ist insofern eine Pionierin der Veterinärmedizin in Japan, als sie die erste Frau war, die Leiterin einer Vielzahl bedeutender Zoos in Japan wurde.

## Leben und Wirken
Mitsuko wurde 1937 in Ōsaka geboren. Sie studierte an der Azabu-Universität in Sagamihara Veterinärmedizin, die sie im März 1959 erfolgreich abschloss. Während ihrer Studienzeit begann sie mit dem Dressurreiten. Einen Monat nach ihrem Abschluss erhielt sie eine Anstellung im Ueno-Zoo in Tokio. 1972 promovierte Mitsuko an der Azabu-Universität mit einer Studie über Erkrankungen von Jungkatzen aufgrund von Kalziummangel. 1985 gelang ihr die erste künstliche Fortpflanzung eines Pandabären in Japan. 1990 war Mitsuko die erste Frau, die Leiterin des Tama-Zoos wurde; zwei Jahre später wurde sie die erste Leiterin des Ueno-Zoos. Von 1996 an arbeitete sie als Gastprofessorin an der Azabu-Universität. 1998 wurde Mitsuko für ihre Leistungen von der Society for Japanese Women Scientists (SWJS) ausgezeichnet.
1999 wurde ihr erneut als erster Frau in Japan die Leitung sowohl des „Zoologischen Gartens in Yokohama“ (Zoorasia)(よこはま動物園ズーラシア, Yokohama dōbutsuen zūrashia), wie auch die Leitung des „Storchenparks der Präfektur Hyōgo“ (兵庫県立コウノトリの郷公園, Hyōgo kenritsu kōnotori no sato kōen, engl. „Hyogo Park of the Oriental White Stork“) übertragen.
2006 nahm sie für Japan an den Weltreiterspielen teil. 2010 nahm sie an einem Reitturnier in England teil, bei dem sie vom Pferd stürzte. Mitsuko verstarb noch auf dem Weg in das Klinikum der Universität Cambridge im Alter von 73 Jahren.
Mitsuko wurde zudem zur Aufseherin honoris causa des Nationalparks Uganda ernannt.

## Werke (Auswahl)
- 1970 Yoku wakaru inu no kaikata (よくわかる犬の飼い方, etwa: Die Haltung von Haushunden gut verstehen)
- 1973 Afurika yasei dōbutsu no tabi (アフリカ野生動物の旅, etwa: Die Reise der afrikanischen Wildtiere)
- 1974 Dōbutsu to hanasu moto hyōjō dōsa koe de karera no kotoba ga wakaru (動物と話す本 表情、動作、声で彼らの"言葉"がわかる, etwa: Ursprung des Sprechens mit Tieren – ihre Sprache anhand der Stimme, der Bewegung und Mimik verstehen)
- 1974 Nihon no dōbutsu honyūrui (日本の動物 哺乳類, etwa: Tiere Japans – Säugetiere)
- 1978 Dōbutsu no oya wa ko o dō sodateru ka (動物の親は子をどう育てるか, etwa: Wie erziehen Tiereltern ihre Kinder?)
- 1981 Tanoshii dōbutsu nikki (たのしい動物日記, etwa: Amüsantes Tiertagebuch)
- 1983 Tanuki no ko (たぬきの子, etwa: Die Kinder des Tanuki)
- 1991 Tokai no naka dōbutsutachi (都会の中の動物たち, etwa: Die Tiere der Hauptstadt)

### Übersetzungen
- Stella Brewer Morie e kaeru (森へ帰る), 1979
- John  Bonnet Wexo Koara / Panda (コアラ/パンダ), 1984
- John  Bonnet Wexo Pengin / Suichō (ペンギン/水鳥), 1984
- John  Bonnet Wexo Ōkami / kuma (オオカミ/クマ), 1985
- John  Bonnet Wexo Kujira / same (クジラ/サメ), 1985
- John  Bonnet Wexo Gorira / Oran Ūtan (ゴリラ/オランウータン), 1985
- John  Bonnet Wexo Zō / kirin (ゾウ/キリン), 1985
- John  Bonnet Wexo Hebi / wani (ヘビ/ワニ), 1985
- John  Bonnet Wexo Lioan / neko (ライオン/ネコ), 1985
- John  Bonnet Wexo Rakuda / uma (ラクダ/ウマ), 1985
- John  Bonnet Wexo Washi / mōkinrui (ワシ/猛きん類), 1985